# Soultani
Le soultani ou sultani (arabe : سلطاني) est une ancienne monnaie d'or et une unité monétaire émise par l'Empire ottoman à partir du XVe siècle et jusqu'au milieu du XVIIIe siècle. Les monnaies d'or ottomanes sont désignées de manière générique par le terme altun.

## Étymologie et histoire

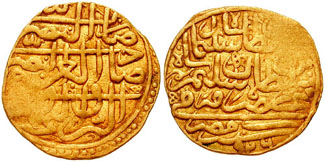
Soultani de Soliman le Magnifique frappé à Constantinople [Qustantiniyah] en 1520 (AH 926), strictement équivalent au zecchino vénitien.

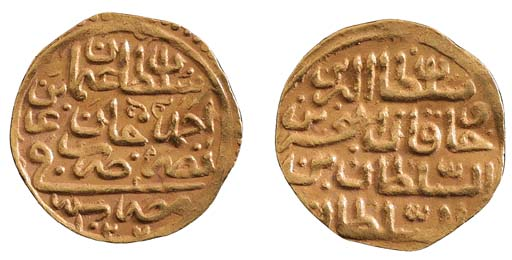
Soultani frappé en Égypte (misr) sous Osman II (1618).

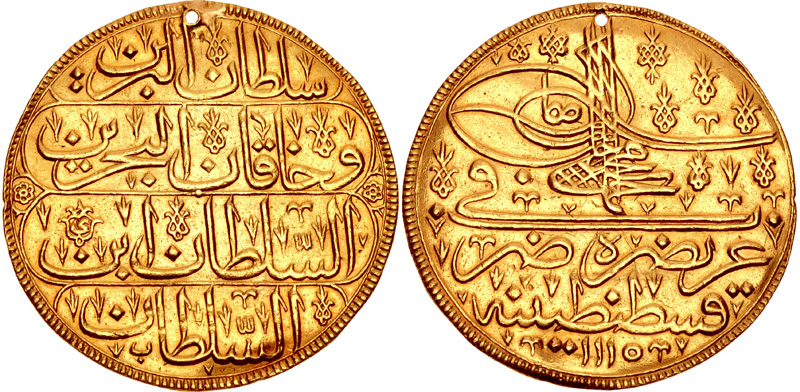
Soultani frappé sous Ahmed III (1703), troué en son sommet pour servir sans doute de parure.

Confronté aux nécessités du négoce en Méditerranée, l'Empire ottoman y affronte la république de Venise sur les plans militaires et commerciaux. Mehmet II signe en 1456 la création de nouveaux ateliers monétaires à Constantinople (juste conquise), Edirne et Serrès, dédiés non plus à la seule fabrication de l'akçe d'argent, mais d'une nouvelle unité comptable, une pièce d'or capable de rivaliser avec le ducato d'oro vénitien (appelé en français « sequin » de manière générique) ou le florin de Florence, deux monnaies reconnues dans tout le Bassin méditerranéen et en Europe continentale, pour leur stabilité et leur bon aloi. Il ne s'agit pas ici de copier la monnaie dominante mais de l'égaler : cette stratégie fut gagnante durant deux siècles. Les premières frappes répertoriées remontent à 1477-1478 (882 Hégire), à Qustantiniya, sous le sceau (tughra) de Mehmet. Ces premières pièces sont appelées localement sultani ou hasene-i sultaniye[C'est-à-dire ?]. Le poids moyen est de 3,572 g d'or d'un titrage pratiquement pur (0.997/1000). Le soultani va peu à peu s'imposer dans l'Empire, et succéder ainsi aux multiples formes monétaires en or dérivant du dinar.
Ces pièces ne portent aucune mention de leur valeur : c'est le marché qui détermine leur équivalence, ou éventuellement un décret impérial. Le cours va rester relativement stable — en moyenne 50 akçes — par rapport à l'argent métal. Le pic de production des soultanis est atteint sous le règne (1520-1566) de Soliman le Magnifique, grâce à la découverte de nouvelles mines d'or dans les Balkans et à la conquête de l'Égypte, le grammage d'or est alors abaissé à 3,544 pour un équivalent de 60 akçes au change du marché officiel. Le cours se dégrade par rapport à l'argent métal au moment de la crise ou famine monétaire de la fin du XVIe siècle. Au début du XVIIe siècle, les négociants commencent à se méfier du soultani, le cours de l'akçe s'effondre, et la qualité également. 
Le peuple, qui n'a pas accès à ce type de pièce réservé aux négociants et aux politiques, l'appelle altın, ce qui veut dire « or, ou pièce en or ».
Les derniers soultanis sont frappés sous le règne de Mahmud Ier (1730-1754).

## Évolution et équivalence
Le soultani est aussi dénommé mahboub aussi bien à Tripoli, qu'au Caire et à Alger. 
En Tunisie ottomane, elle est également une ancienne subdivision monétaire, avant l'adoption du rial tunisien. La valeur est de quatre 4,5 rials suivant l'évolution du cours légal. Vers 1831, son prix s'élève à cinq rials et sept huitièmes dans les changes de Tunis, à 6,25 francs dans ceux de Marseille, voire 6,85 francs, cours très faible qui s'explique par la mauvaise qualité des pièces et la méfiance du marché. Les demi-soultanis sont appelés nouss mahboub ou nouss soultani. Les quarts sont appelés roubou mahboub ou roubou soultani.
Cette pièce, parfois percée d'un petit trou, est utilisée de nos jours dans la bijouterie traditionnelle tunisienne sous la dénomination de mahboub.